# هینک بوچان
هینِک بوچان (انگلیسی: Hynek Bočan؛ زادهٔ ۲۹ آوریل ۱۹۳۸) کارگردان، کارگردان فیلم، و فیلم‌نامه‌نویس اهل کشور جمهوری چک است.